# Ken Richardson
William Kenneth "Ken" Richardson (Bourne, Lincolnshire, 21 augustus 1911 - aldaar, 27 juni 1997) was een Brits autocoureur. Hij zou deelnemen aan de Grand Prix van Italië in 1951 voor het team BRM, maar mocht niet starten omdat hij niet de juiste racelicentie had.